# Neurose
Neurose ("nervelidelse"), er en tidligere betegnelse for en psykisk forstyrrelse eller sindslidelse. Termen, der især blev udbredt gennem Freuds psykoanalyse, er nu afskaffet i de officielle diagnosesystemer, men bruges stadig populært og anvendes fortsat indenfor psykoanalysen og psykoanalytisk inspirerede tilgange. Betegnelsen dækkede over flere forskellige ikke-psykotiske psykiske lidelser, som f.eks. OCD ("tvangsneurose"), angst og fobier ("angstneuroser"), depressionstilstande, m.v. Dvs. lidelser, hvor realitetssansen i det store og hele er intakt (modsat egentlige psykoser, hvor der f.eks. optræder hallucinationer og bizarre vrangforestillinger) og patientens adfærd ikke ligger uden for socialt acceptable normer.